# 498 (numero)
Quattrocentonovantotto (498) è il numero naturale dopo il 497 e prima del 499.

## Proprietà matematiche
- È un numero pari.
- È un numero composto con i seguenti 8 divisori: 1, 2, 3, 6, 83, 166, 249, 498. Poiché la somma dei suoi divisori (escluso il numero stesso) è 510 > 498, è un numero abbondante.
- È un numero sfenico.
- È un numero palindromo e un numero ondulante nel sistema di numerazione posizionale a base 5 (3443).
- È un numero intoccabile.
- È parte delle terne pitagoriche (498, 664, 830), (498, 6880, 6898), (498, 20664, 20670), (498, 62000, 62002).

## Astronomia
- 498 Tokio è un asteroide della fascia principale del sistema solare.
- NGC 498 è una galassia lenticolare della costellazione dei Pesci.

## Astronautica
- Cosmos 498 è un satellite artificiale russo.